# Тутэжошичжуцзю
Тутэжошичжуцзю (кит. упр. 屠特若尸逐就, пиньинь tuteruoshizhujiu, личное имя неизвестно — шаньюй хунну с 172 года по 178 год.

## Правление
В 177 шаньюй и пристав Цзян Минь вышли из Яньмэня с войском для войны с Таньшихуаем и были им разгромлены. В 178 шаньюй умер.